# Ферморит
Ферморит — дискредитований мінерал, у 2010 році перевизначений як джонбауміт-М — моноклінний поліморф джонбауміту і більше не розглядається як окремий мінеральний вид.

## Етимологія та історія
Названий за прізвищем британського геолога Л. Л. Фермора (G.T.Prior, G.F.H.Smith, 1910).
Синоніми: апатит стронціїсто-арсенистий, стронцій-арсенапатит.

## Загальний опис
Хімічна формула:
- 1. За К.Фреєм, Ґ.Штрюбелем, З. Х. Ціммером: (Ca, Sr)5(AsO4, PO4)3(F, OH).
- 2. За «Fleischer's Glossary» (2004): (Ca, Sr)5(AsO4,PO4)3(OH).

Містить 9,93 % SrO, 25,23 % As2O5.
Сингонія гексагональна. Призматичний вид. Ізоструктурний з апатитом. Утворює щільні зернисті аґреґати. Густина 3,52. Тв. 5,0. Колір біло-рожевий до білого. Блиск жирний.

## Розповсюдження
Зустрічається у вигляді прожилок у марганцевих рудах. Знахідки: родовище Сітапар, Індія.